# Forumopera.com
Forum Opéra, principalmente conocido por su sitio en la red, Forumopera.com, es un webzine en francés que se dedica a la ópera y bel canto desde el 1999.

## Historia del proyecto
Creado en 1999 y dirigido por su fundador Camille de Rijck, Forumopera.com es el pionero de los portales operísticos franceses.
En 2001, el foro adoptó el formato de distribución webzine. Desde entonces, su diseño ha contado con el apoyo de un equipo editorial independiente que ha trabajado para montar en línea dosieres temáticos, reseñas de programas, discos, podcasts y entrevistas audiovisuales.
Desde el 2004, el equipo editorial ha sido dirigido por Christophe Rizoud. Un equipo grande mantiene el sitio. Su estructura incluye alrededor treinta editores que—incluyen Sylvain Fort de Classica y Roselyne Bachelot—quienes están ubicados en varios países europeos.
En 2014, Forumopera.com utilizó micromecenazgo para fondear una versión nueva de su sitio en la red. La actualización resultante —que permite a los lectores comentar al pie de los artículos— aceleró el desarrollo del sitio, el cual desde entonces se volvió una referencia esencial en el ámbito de ópera.
Forumopera.com recibe aproximadamente 150,000 visitantes por mes con 350,000 vistas de página. Esta cifra ha aumentando firmemente desde el 2011.